# Constitución de Bulgaria

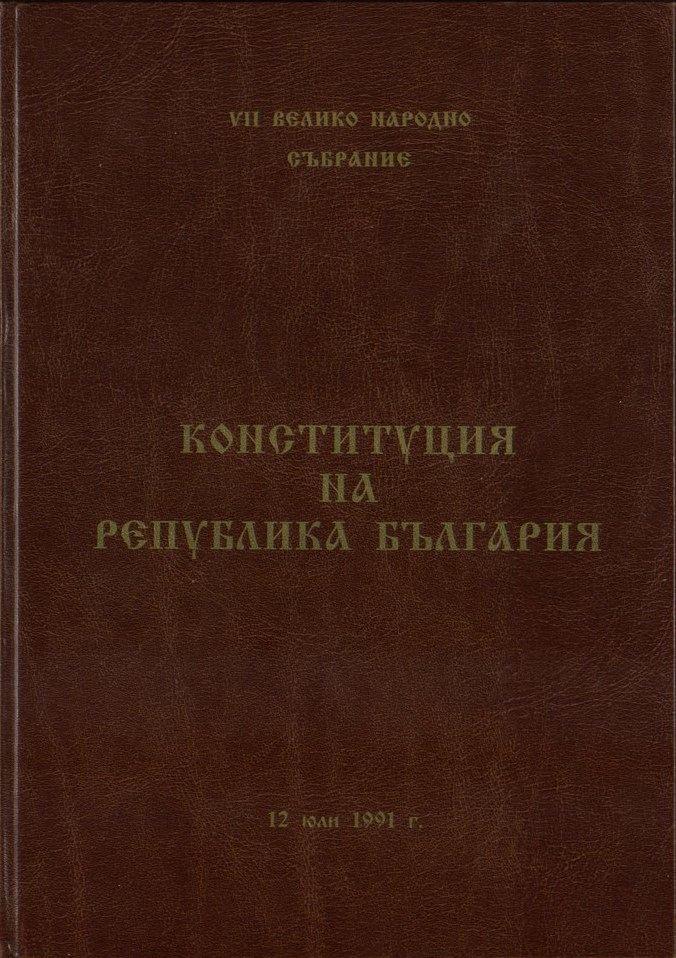
Constitución de Bulgaria

La Constitución de Bulgaria (en búlgaro: Конституция на Република България, Konstitutsia na Repúblika Balgaria) es la ley suprema y fundamental de la República de Bulgaria. La actual Constitución se aprobó el 12 de julio de 1991 por la séptima Asamblea Nacional de Bulgaria, y define al país como una república parlamentaria unitaria. Desde su aprobación en 1991, se ha modificado en cuatro ocasiones (2003, 2005, 2006 y 2007) y es cronológicamente la cuarta constitución de la historia de Bulgaria.

## Anteriores Constituciones
En Bulgaria se han aprobado cuatro constituciones a lo largo de la historia. La primera constitución del país fue la Constitución de Tarnovo de 1879, que estableció una monarquía de carácter hereditario. La segunda constitución búlgara fue la Constitución Dimitrov, denominada así por el primer ministro Georgi Dimitrov. Estuvo vigente entre 1947 y 1971 y tenía como modelo la Constitución de la Unión Soviética de 1936.    
La tercera fue la denominada Constitución Zhivkov, por Todor Zhivkov, presidente del país desde 1962 hasta 1989. Esta norma se aprobó tras los sucesos de la Primavera de Praga de 1968, estuvo vigente entre 1971 y 1991, y profundizó en el carácter del régimen comunista del gobierno de Bulgaria. Fue derogada en 1991, tras la caída de los regímenes comunistas en Europa.
El 2 de septiembre de 2020, más de la mitad de los diputados presentaron a la Asamblea Nacional de Bulgaria un proyecto de Constitución de Bulgaria de 2020.